# Compagnie nucléaire nationale chinoise
La Compagnie nucléaire nationale chinoise, (en anglais China National Nuclear Corporation, CNNC ; en chinois 中国核工业集团公司) est la plus grande entreprise publique de l’industrie nucléaire de la république populaire de Chine. Elle rassemble plus de 100 instituts ou sociétés filiales. Elle s’appuie sur les compétences de plus de 20 académiciens de l'Académie chinoise des sciences.

## Histoire
La CNNC est issue du ministère de l’Industrie nucléaire chinoise et elle a été créée le 16 septembre 1988 par un décret du Conseil d’État.
En mai 2015, China National Nuclear Power, une filiale de CNNC, est partiellement introduite en bourse pour l'équivalent de 2,13 milliards de dollars.
En janvier 2018, China National Nuclear Corporation annonce l'acquisition de China Nuclear Engineering & Construction, une entreprise de construction de centrales nucléaires, l'opération ayant été approuvée par la Commission  d'administration et de supervision des actifs publics. Elle crée un nouvel ensemble ayant 150 000 employés et une capitalisation de 100 milliards de dollars. Avant cette fusion, China National Nuclear Corporation avait 100 000 employés et était propriétaire de 14,34 GW de production nucléaire réparties en 17 unités en plus de 8 autres unités en constructions. En parallèle, China Nuclear Engineering & Construction est au moment de la fusion, la première entreprise de construction de centrale nucléaire de Chine et la seule qui fabrique des cœurs de réacteurs nucléaires.

## Domaine d’activité
La CNNC coordonne des activités en recherche et développement scientifique, dans la construction et dans d’autres domaines tels que la production d'électricité nucléaire, les combustibles nucléaires et la technologie nucléaire.
Elle a développé une filière chinoise indépendante sur la technologie nucléaire.
Elle est l'investisseur principal et le principal propriétaire des centrales nucléaires de Chine.
Les domaines d’activité de la CNNC sont : 
- le développement des technologies nucléaires ;
- la conception des centrales et des combustibles nucléaires ;
- les services techniques nécessaires à l'exploitation des centrales nucléaires ;
- les équipements et les composants permettant d’assurer l'exploitation et la sécurité de centrales nucléaires.

La CNNC a pour mission d’investir dans l'utilisation pacifique de l'énergie nucléaire au travers de l’exploitation d'une industrie nucléaire robuste, sûre, tout en maîtrisant une croissance rapide de cette industrie nécessaire au développement de la Chine.

### Développement de réacteurs nucléaires

#### Hualong 1
Hualong 1 est un modèle de réacteur nucléaire de type REP, de génération III, de 1 000 MW, de conception 100% chinoise, développé par CNNC (Compagnie nucléaire nationale chinoise) et China General Nuclear Power Corporation (CGNPC).
Le réacteur Fuqing 5, le premier de type hualong-1, a été connecté au réseau chinois en novembre 2020.